# Budoia
Budoia (friuli nyelven Budoie, helyi nyelvjárásban Buduoie) település Olaszországban, Friuli-Venezia Giulia régióban, Pordenone megyében. Lakosainak száma 2472 fő (2023. január 1.). Budoia Aviano, Fontanafredda, Polcenigo és Tambre községekkel határos.

## Népesség
A település népességének változása:
| Lakosok száma | 2562 | 2571 | 2472 |
|               | 2017 | 2018 | 2023 |